# 小行星410777
(410777) 2009 FD（(也可以寫成2009 FD）是一對雙小行星。這顆阿波羅型小行星（一種近地小行星）的軌道在未來的2185年有與地球碰撞的風險。基於它的直徑估計是470公尺、動力學、碰撞機率與時間間隔，在巴勒莫撞擊危險指數中，是所有已知小行星中撞擊威脅危險性第三高的。
最初宣布(410777) 2009 FD是在2009年3月16日由拉薩格拉巡天發現的，但是因為在太空監視於2009年2月24日，也就是三周前，的巡天觀測已經有它的影像，所以小行星中心將發現者給予太空監視的觀測。 (410777) 2009 FD在2009年3月27日以0.004172 AU（624,100 km；387,800 mi）的距離通過地球附近。另一次在2010年10月24日以0.0702AU的距離掠過。(410777) 2009再度被發現時的視星等為23等。在2013年11月30日，帕瑞納天文臺，在它於2014年4月以0.1AU的距離接近地球的幾個月前就已經觀察到。它在3月中旬的亮度大約在視星等19.3等。在2014年，對(410777) 2009 FD進行了一次雷達的都卜勒觀測。在2015年10月和11月接近地球時，使用金石深太空通訊網進行研究。
NASA的近地計畫起初基於假設反照率0.15，估計它的大小是130公尺的直徑，因此估計它的質量是2,800,000公噸。但是Amy Mainzer使用NEOWISE2014年的資料顯示，它的反照率可能低至0.01，因此直徑大致為472公尺。因為NEOWISE的4種波長中只有（W1 + W2）這兩種波長還能工作，因此懷疑(410777) 2009 FD的直徑上限可能還要更大。在2015年的雷達觀測顯示它是小行星聯星 ，主星直徑120－180公尺，半星直徑60－120公尺。
噴射推進實驗室小天體資料庫顯示(410777) 2009 FD在22世紀晚期會兩度非常靠近地球，在2185年3月29日那一次的接近，與地球碰撞的機率是1/385。在2185年接近地球的帳面上距離是 0.009 AU（1,300,000 km；840,000 mi）。軌道測定認為2190年的接近會比2185年更複雜。精確的測量在2185年3月29日通過時與月球和地球的距離，將用於推測2190年3月30日的距離。(410777) 2009 FD在2190年3月30日應該比2185年3月29日更接近地球。 (410777) 2009 FD 的撞擊會對一片廣大的區域造成嚴重的破壞，或是引發巨大規模的海嘯。由於(410777) 2009 FD 的大小，和它與火星和金星的交互作用，使它的軌道不確定性會隨著時間的推移而增加。它的巴勒莫尺度是 -0.40，使它在哨兵風險表上高居首位，比任何已知的其它天體高。

## 之前對地球撞擊的評估
在2011年1月，, 近地小行星(410777) 2009 FD （通過2010年12月7日的觀測）被列在噴射推進實驗室的哨兵風險表上，在2185年3月29日有1/435的機率會撞擊地球。在2014年（通過2014年2月5日的觀測，獲得長1,807天的觀測弧）排除了在2185年撞擊地球的潛在威脅。使用2014年的觀測，亞爾科夫斯基效應的影響比位置的不確定性更大。亞爾科夫斯基效應造成2185年的返回只是虛擬的撞擊結果。

## 註解
1. ↑  23等的視星等，使(410777) 2009 FD比肉眼能看見的微弱了400萬倍。
Math: {\displaystyle ({\sqrt[{5}]{100}})^{23-6.5}\approx 3981071}

## 外部連結
- ESA/ESO Collaboration Successfully Tracks Its First Potentially Threatening Near-Earth Object （页面存档备份，存于） (ESO 21 January 2014)
- NASA JPL小天體瀏覽器上的小行星410777